# Bisdom Chikwawa

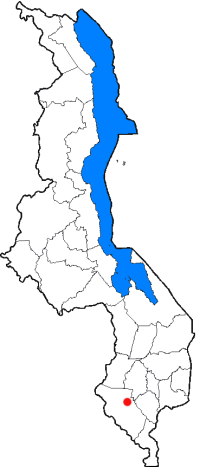
Chikwawa

Het bisdom Chikwawa (Latijn: Dioecesis Chikwawaensis) is een rooms-katholiek bisdom met als zetel Chikwawa in Malawi. Het is een suffragaan bisdom van het aartsbisdom Blantyre. Hoofdkerk is de St. Michaelkathedraal.
Het bisdom werd opgericht in 1965. De Nederlandse montfortaan Eugène Vroemen was de eerste bisschop.
In 2019 telde het bisdom 14 parochies. Het bisdom heeft een oppervlakte van 7.676 km² en telde in 2019 1.997.000 inwoners waarvan 11,9% rooms-katholiek was. 

## Bisschoppen
- Eugène Vroemen, S.M.M. (1965-1979)
- Felix Eugenio Mkhori (1979-2001)
- Peter Martin Musikuwa (2003-)